# Vendredi Soir
Vendredi Soir è un film del 2002 diretto da Claire Denis, tratto dal romanzo Quel venerdì sera (1998) di Emmanuèle Bernheim, anche autrice della sceneggiatura assieme a Denis, con protagonisti Valérie Lemercier e Vincent Lindon.

## Trama
Parigi, 1995. La città è paralizzata da uno grande sciopero dei trasporti. Un venerdì sera, Laure, una donna in procinto di convivere col suo fidanzato, decide di dare un passaggio a un autostoppista mentre si trova imbottigliata nel traffico. Tra i due si scatena una forte attrazione.

## Distribuzione
Il film è stato presentato nella sezione "Controcorrente" della 59ª Mostra internazionale d'arte cinematografica di Venezia il 31 agosto 2002 e distribuito nelle sale cinematografiche francesi da BAC Films a partire dall'11 settembre seguente.

## Riconoscimenti
- 2002 - Mostra internazionale d'arte cinematografica di Venezia
  - In concorso per il Leone d'oro